# 劳厄瑙
劳厄瑙是德国下萨克森州的一个市镇。总面积16.23平方公里，总人口4072人，其中男性2016人，女性2056人（2011年12月31日），人口密度251人/平方公里。